# Dekanat Ińsko

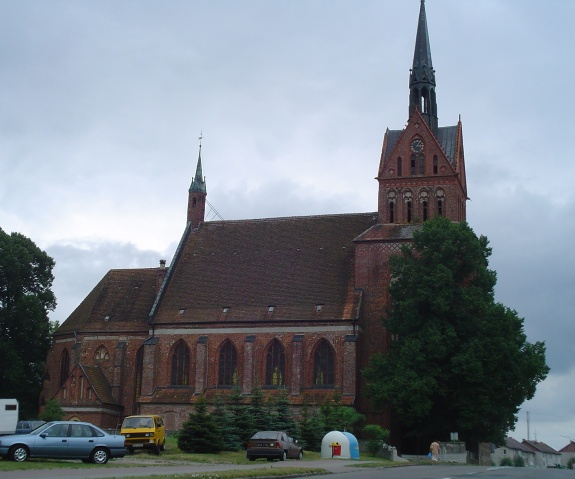
Kościół w Chociwlu

Dekanat Ińsko – jeden z dekanatów należący do archidiecezji szczecińsko-kamieńskiej.

## Parafie
- Parafia Matki Boskiej Bolesnej w Chociwlu
- Długie (pw. św. Anny)
- Ińsko (pw. św. Józefa Oblub. NMP)
- Kania (pw. św. Stanisława Kostki)
- Storkowo (pw. MB Różańcowej)

## Dziekan i wicedziekan
- Dziekan: ks. kan. mgr lic. Jarosław Dobrosz[1]
- Wicedziekan: ks. mgr Piotr Madejski[2]